# Portugals landskap

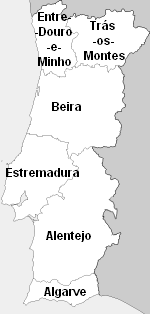
Den ursprungliga indelningen av Portugal i sex provinser.

Portugals provinser mellan 1936 och 1976.

Portugals provinser eller landskap (portugisiska províncias) har varierat till funktion och antal över åren. Provinsindelningen avskaffades officiellt 1976, men provinserna lever kvar som kulturella referenser, och används i sammanhang som t.ex. turistmarknadsföring, idrottsverksamhet och geografiundervisning.

## Historia
Från 1400-talet började Portugal delas in i sex huvuddelar: Entre-Douro-e-Minho, Trás-os-Montes, Beira, Estremadura, Entre-Tejo-e-Odiana (senare Alentejo) och Algarve. Dessa enheter kallades ursprungligen comarcas, med undantag för Algarve, som hade status som kungarike. Från 1500-talet började beteckningen provinser användas.
Provinsernas betydelse avtog fram till portugisiska inbördeskriget, då den liberala exilregeringen på Terceira upprättade ett nytt provinssystem 1832 som även omfattade Portugals besittningar utanför fastlandet. På fastlandet delades Entre-Douro-e-Minho i Minho och Douro, och Beira i Beira Alta och Beira Baixa. Madeira blev en provins, likaså Azorerna, som dock delades i två provinser året därpå. I de utomeuropeiska besittningarna upprättades provinserna Angola, Kap Verde och Guinea, Portugisiska Indien, Macao och Timor, Moçambique samt São Tomé och Príncipe. Vid en ny reform 1835 upprättades distrikt i de europeiska delarna av Portugal som tog över många av provinsernas uppgifter, men de utomeuropeiska besittningarna bibehöll sin administrativa struktur som provinser med små ändringar fram till avkoloniseringen.
Salazarregimen upprättade en ny provinsindelning 1936, baserad på en utredning av geografen Amorim Girão. Denna indelning hade 11 provinser på fastlandet:
- Minho
- Trás-os-Montes e Alto Douro
- Douro Litoral
- Beira Alta
- Beira Litoral
- Beira Baixa
- Ribatejo
- Estremadura
- Alto Alentejo
- Baixo Alentejo
- Algarve

Som enheter för lokalt självstyre ersattes provinserna av distrikten 1959, och 1976 avskaffades de officiellt helt och hållet.